# Cmentarz Kuncewski
Cmentarz Kuncewski w Moskwie (ros. Ку́нцевское кла́дбище) – jeden z najstarszych cmentarzy w Moskwie, położony w zachodniej części stolicy w Kuncewie.